# Hotchkiss H35
Hotchkiss H35 (на френски: Char léger d'accompagnement 1935 H) е лек френски танк, произвеждан от фирмата Hotchkiss в периода между двете световни войни. Първият прототип е демонстриран на 18 януари 1935 г., а първият сериен танк е произведен на 12 септември 1936 г.

## Описание
Танкът има класическа компоновка с отделение за управление в предната част, бойно отделение в средата и моторно-трансмисионно отделение в задната част. Екипажът е от двама души – командир на танка (който е и стрелец) и механик-водач. Технологията за изработка на корпуса е заимствана от танка SOMUA. Тъй като на танка се монтирали същите куполи както и на танка Renault R-35 – модел APX-R, за да се отличават на корпуса е отливан надпис HOTCHKISS.
Двигателят е Hotchkiss, 6-цилиндров, бензинов, с мощност 78 к.с., а в по-късните версии се монтира по-мощен двигател със 120 к.с.
Основното въоръжение е 37 mm оръдие Puteaux SA 18 L/21 с боекомплект от 100 снаряда. В куполата е монтирана и сдвоена с оръдието 7,5 mm картечница Reibel модел 1931 с 2400 патрона. Общо са построени 1200 танка от всички модификации.

## Модификации
- H35 – първи вариант от 1935 г. Челната бронята е 34 mm.
- H38 – модификация от 1938 г., снабдена с по-мощен двигател – 120 к.с., бронята е увеличена до 40 mm броня, масата на танка е увеличена на 12,8 t.
- H39 – модификация от 1939 г. с увеличена броня – 45 mm, монтира се 37 mm оръдие Puteaux SA 38 L/34. Траковете на гъсениците са увеличени до 270 mm.
- 7,5 cm Pak 40 L/48 auf Gw 39H (f) – 75 mm самоходно противотанково оръдие Marder I, създадено на шаси на танка, произвеждано за немските войски от 1942 г.
- 10,5 cm Panzer-feldhaubitze 18 auf Sfh 39 (f) – 105 mm самоходна гаубица, създадена на шаси на танка, произвеждано за немските войски от 1942 г.
- Panzerkampfwagen 35H(f) mit 28/32 cm Wurfrahmen – танк Hotchkiss, преоборудван в реактивна система за залпов огън, произвеждана за немските войски от 1942 г.
- Artillerieschlepper 38H(f) – танк Hotchkiss, преоборудван в артилерийски влекач, произвеждан за немските войски.

## Бойно използване
През Втората световна война за първи път танкът е използван от полската армия, която е разполагала с 3 бройки за тестване. Френската армия го използва през 1940 г. срещу настъпващите части на Вермахта. След капитулацията на Франция голямо количество от танковете попадат в ръцете на противника. Немците оценяват простотата и надеждността на танка и част от танковете са изпратени на Източния фронт, където повечето от тях са унищожени. Част от танковете са преоборудвани на влекачи и самоходни оръдия. През 1944 г. от танкови куполи на Hotchkiss немците създават дълговременни огневи точки по Атлантическото крайбрежие – т.нар. Атлантически вал.
Танкът е използван и в бойните действия на Балканите. Един танк е пленен от югославските партизани през 1941 г. и е използван в бойните действия срещу германците.
След Втората световна война танкът е използван от Израел (10 машини, закупени от Франция) в първата Арабско-израелска война от 1948 – 1949 г.

## Танкът в България
След като България се присъединява към Тристранния пакт, започва усиленото изграждане на боеспособни бронетанкови подразделения. През 1942 г. е решено да бъдат създадено бронирани дружини към всяка армия, копиращи организационно германска танкова дивизия образец 1941 г. За целта военното командване отправя искане към Третия райх за закупуване на машини за основен боен танк и за учебно-тренировъчни цели. Като учебно-бойни машини са поръчани германски танкове 10 танка Pz.Kpfz III (Sd. Kfz 141) и 25 танка Pz.Kpfz I (Sd. Kfz 101). Исканията на българското командване залягат в немската програма за доставки „Барбара“ от 1943 г., но вместо танкове Pz.Kpfz I немската страна предлага да достави 19 трофейни танка Hotchkiss H-39 и 6 танка SOMUA. Въпреки нежеланието на българската страна, която смята тези танкове за остарели и ненадеждни, през февруари 1944 г. са доставени 19 бройки от тях.
Те са зачислени към Дирекция на българската полиция под името бойна кола „Хочкис“. Поради това не се използва от българската армия, а от жандармерията. След разпускането на жандармерията след 9 септември 1944 г. танковете са предадени в състава на армията. Тъй като са остарели и износени, те не се използват дори и за учебни цели и е взето решение да бъдат снети от въоръжение и претопени. От всичките 19 танка е запазен само един, който се намира във външната експозиция на Националния военноисторически музей – София.